# Wilfrid Jasper Walter Blunt
Wilfrid Jasper Walter Blunt (1901–1987) est un artiste, professeur d'art et auteur anglais, conservateur de la Watts Gallery à Compton de 1959 à 1983.

## Biographie
Wilfrid Blunt est le fils du révérend A.S.V. Blunt, prêtre anglican qui fut aumônier de l'ambassade de Grande-Bretagne à Paris. Il effectue ses études au Marlborough College, au Worcester College d'Oxford puis au Royal College of Art. 
Maître d'art à Haileybury College de 1923 à 1938 puis à Eton College de cette date à 1959, il contribue au lancement d'une révolution de l'enseignement de l'écriture des écoliers britanniques, en introduisant l'écriture semi-cursive italienne du XVe siècle dite Cancellaresca ou " Chancery ",,.
La Royal Horticultural Society lui remet la Médaille commémorative Veitch pour son ouvrage The Art of Botanical Illustration, paru chez Collins en 1950 dans la collection New Naturalist.  Cet ouvrage est le fruit d'une collaboration avec le botaniste William Thomas Stearn.
Wilfrid Blunt est le frère du numismate Christopher Evelyn Blunt et de l'historien d'art et spécialiste de l'art classique français Anthony Blunt.

## Livres
- Haileybury Buildings (1936)
- Desert Hawk : Abd el Kader and the French Conquest of Algeria (Methuen, 1947)
- The Art of Botanical Illustration (1950) avec William T. Stearn
- Tulipomania  (King Penguin, 1950)
- Sweet Roman Hand (1952)
- Pietro's Pilgrimage (1953)
- Great Flower Books, 1700-1900 : A Bibliographical Record of Two Centuries of Finely-illustrated Flower Books (1956), Sacheverell Sitwell, Wilfrid Blunt et Patrick Millington Synge, Atlantic Monthly Press (1990)  (ISBN 0871132842)
- Lady Muriel; Lady Muriel Paget, her husband, and her philanthropic work in Central and Eastern Europe (1962)
- Cockerell; Sydney Carlyle Cockerell, friend of Ruskin and William Morris and director of the Fitzwilliam Museum, Cambridge (1965)
- Isfahan, Pearl of Persia (1966, avec Wim Swaan)
- Omar: a fantasy for animal lovers (1966)
- Haileybury Buildings, 2nd Edition (1966)
- John Christie of Glyndebourne (1968)
- The Dream King, Ludwig of Bavaria (1970)
- The Compleat Naturalist: a life of Linnaeus (Collins, 1971, avec William T. Stearn)
- Captain Cook's Florilegium (1973, avec W. T. Stearn)
- The Golden Road to Samarkand (1973)
- On Wings of Song; a biography of Felix Mendelssohn (1974)
- The Australian Flower Paintings of Ferdinand Bauer (1976, avec W. T. Stearn)
- The Ark in the Park: The Zoo in the Nineteenth Century (1976)
- Splendours of Islam (1976)
- The Illustrated Herbal (Frances Lincoln, 1979, avec S. Raphael)
- Married to a Single Life: an Autobiography, 1901-1938 (1983)
- Slow on the Feather: Further Autobiography, 1938–1959 (1986)
- Of Flowers & a Village: An Entertainment for Flower Lovers (Hamish Hamilton, 1963)